# Varronia angustifolia
Varronia angustifolia är en strävbladig växtart som beskrevs av West. Varronia angustifolia ingår i släktet Varronia och familjen strävbladiga växter. Inga underarter finns listade i Catalogue of Life.